# Jászfelsőszentgyörgy, Jász-Nagykun-Szolnok
Jászfelsőszentgyörgy  este un sat în districtul Jászberény, județul Jász-Nagykun-Szolnok, Ungaria, având o populație de 1.890 de locuitori (2011). 

## Demografie
Componența etnică a satului Jászfelsőszentgyörgy
     Maghiari (76,54%)
     Romi (23,29%)
     Germani (0,17%)
Componența confesională a satului Jászfelsőszentgyörgy
     Romano-catolici (75,87%)
     Fără religie (7,57%)
     Reformați (2,38%)
     Necunoscută (13,65%)
     Alte religii (2,59%)
Conform recensământului din 2011, satul Jászfelsőszentgyörgy avea 1.890 de locuitori. Din punct de vedere etnic, majoritatea locuitorilor (76,54%) erau maghiari, cu o minoritate de romi (23,29%).  Din punct de vedere confesional, majoritatea locuitorilor (75,87%) erau romano-catolici, existând și minorități de persoane fără religie (7,57%) și reformați (2,38%). Pentru 13,65% din locuitori nu este cunoscută apartenența confesională.